# Лерой Літа
Лерой Халіру Бухарі Літа (англ. Leroy Haliroi Buhari Lita, нар. 28 грудня 1984, Кіншаса, Заїр) — англійський футболіст конголезького походження, нападник клубу «Ілкестон Таун». Бронзовий призер молодіжного чемпіонату Європи 2007 року.

## Кар'єра

### «Брістоль Сіті»
Лерой Літа народився 28 грудня 1984 року в Кіншасі, Заїр і втік звідти разом із сім'єю під час революції 1997 року.
Вихованець «Челсі», але на дорослому рівні дебютував у 2002 році в складі клубу «Брістоль Сіті» . Зігравши в Другій лізі 85 матчів і забивши 31 гол, він вперше привернув увагу скаутів збірної Англії.

### «Редінг» та оренди
У 2005 році Літа перейшов до «Редінг» за мільйон євро, що стало рекордом для клубу. У першому сезоні 2005/06 Літа забив 11 голів, і в результаті команда виграла Чемпіоншип з рекордним результатом у 106 очок і вперше за 84 роки отримала право виступати в Прем'єр-лізі. Перший гол у ній Лерой забив у ворота рідного «Челсі» на Стемфорд Брідж, принісши своїй команді сенсаційну нічию 2:2. За півтора роки у вищому дивізіоні Літа зіграв 47 матчів та забив 8 голів. Але потім Літа став менше з'являтися в основі, і був протягом двох сезонів два рази здавався в оренду до клубів Чемпіоншипу «Чарльтон Атлетік» та « Норвіч Сіті».

### «Мідлсбро»
У 2009 році «Мідлсбро» підписав Літа на правах вільного агента. Гравець виявився важливим гравцем основи та зіграв 78 матчів, забивши 20 голів у Чемпіоншипі.
У матчі проти свого колишнього клубу — «Брістоль Сіті» — 15 січня 2011 року Літа забив 2 голи. Але святкування дубля було дуже бурхливим: Лерой зняв футболку і почав глузливо святкувати гол, ставши поряд із трибуною вболівальників «Бристоля», за що отримав жовту картку. Вболівальники були розлючені таким ставленням, і Літа за своєю ініціативою дав інтерв'ю сайту клубу, де вибачався у фанатів колишнього клубу.

### «Свонсі» та оренди

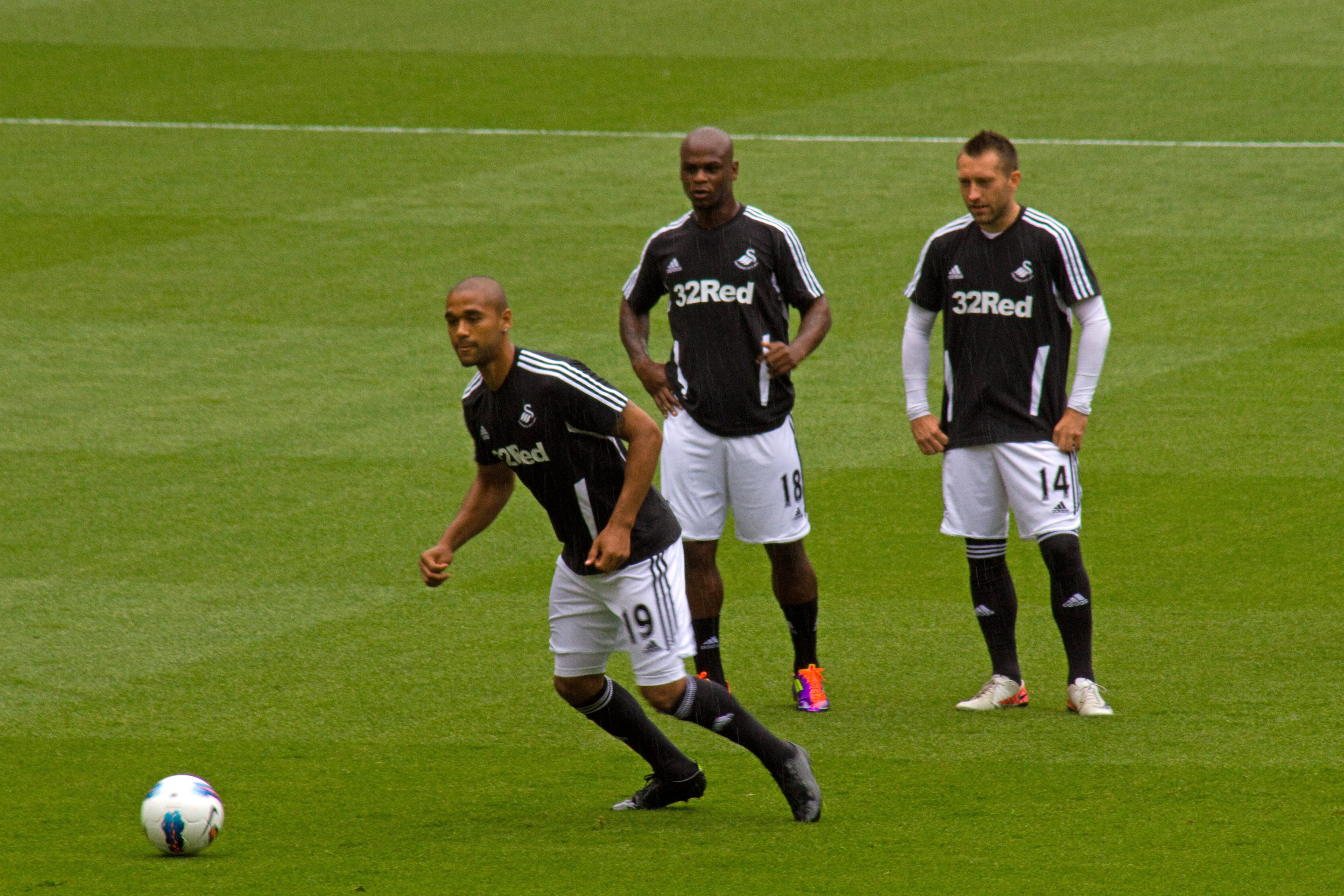
Лерой Літа з партнерами на тренуванні «Свонсі Сіті». 2012 рік.

27 липня 2011 року «Свонсі Сіті», новий учасник Прем'єр-ліги, вирішив посилитися і купив Лероя за 1,75 млн євро. Перший гол Літа забив 17 вересня 2011 року в грі проти « Вест-Бромвіч Альбіона». Першою орендою із «Свонсі» стала поїздка до Бірмінгема. Орендна угода з «Бірмінгем Сіті» мала тривати 3 місяці, але через травму її довелося завершити достроково. У 2013 році Літа пішов в оренду в «Шефілд Венсдей». Літа часто забивав, і в результаті за 17 матчів нападник влучив у ворота 7 разів. Після «сов» Літа опинився в оренді в «Брайтоні», де зіграв 5 матчів і забив одного разу.

### «Барнслі» та оренда в «Ноттс Каунті»
9 серпня 2014 року Лерой Літа перейшов до клубу «Барнслі».
У березні 2015 року було підписано орендну угоду з «Ноттс Каунті» до кінця сезону .

### Подальша кар'єра
Після «Барнслі» у 2015 році нападник став постійно змінювати клуби. Тоді ж Літа вперше перебрався грати за кордон, перейшовши до клубу грецької Футбольної ліги «Ханья», а у березні 2016 року до кінця сезону Літа перейшов до клубу Другої ліги «Йовіл Таун».

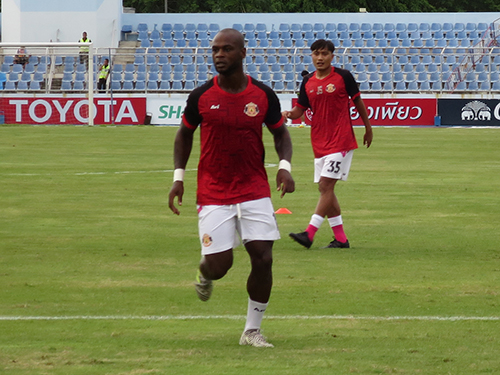
Лерой Літа під час виступів за «Сісакет». 2017 рік.

7 січня 2017 року Лерой Літа перейшов до тайського клубу «Сісакет», де зіграв 21 матч і забив 5 голів.
Потім Літа грав у різних англійських напівпрофесійних аматорських клубах — «Маргейт» і «Солсбері».
8 листопада 2019 року перейшов до клубу «Челмсфорд Сіті», а у середині 2020 року Літа знову змінив клуб, перейшовши в «Нанітон Боро».
У січні 2022 року приєднався до «Стретфорд Тауна», але вже 24 березня підписав контракт із клубом «Геднесфорд Таун».  Він зробив хет-трик у своєму дебютному матчі проти «Стаурбріджа» і завершив сезон із шістьма голами в шести матчах, перш ніж підписати нову угоду з клубом на кампанію 2022/23 років.
Після того, як 27 серпня 2022 року «Геднесфорд» звільнив головного тренера Кінена Мікін-Річардса і його штаб, Літа був оголошений тимчасовим головним тренером, а потім був призначений граючим тренером після того, як клуб призначив Стіва Берра головним тренером 12 вересня 2022 року.
У січні 2023 року Літа приєднався до клубу Прем'єр-дивізіону Південної ліги «Ілкстон Таун».

## Кар'єра у збірній
Лерой Літа спочатку хотів виступати за країну народження — Демократичну Республіку Конго, але коли отримав пропозицію з англійської юніорської збірної, передумав і прийняв його.
Літа вперше був викликаний до складу молодіжної збірної Англії з футболу в 2005 році, дебютувавши у матчі проти Нідерландів (1:2) і встиг зіграти 3 матчі, будучи вже основним гравцем «Редінга» в АПЛ.
У її складі брав участь у молодіжному чемпіонаті Європи 2007 року, що проходив у Нідерландах. Для Літа особисто він став дуже успішним — він зіграв у всіх матчах і забив 3 голи, що забезпечило йому друге місце у гонці бомбардирів. У тому чемпіонаті збірна Англії виборола бронзу, програвши господарям та майбутнім чемпіонам турніру — Нідерландам — у серії пенальті (13:12), але Літа був замінений і в ній не брав участі. За результатами турніру Лерой потрапив до символічної збірної турніру.

## Статистика виступів

### Статистика клубних виступів
| Сезон                     | Команда                   | Чемпіонат                 | Чемпіонат | Чемпіонат | Національний кубок | Національний кубок | Національний кубок | Континентальні кубки | Континентальні кубки | Континентальні кубки | Інші змагання | Інші змагання | Інші змагання | Усього | Усього | Усього |
| Сезон                     | Команда                   | Ліга                      | Ігор      | Голів     | Ліга               | Ігор               | Голів              | Ліга                 | Ігор                 | Голів                | Ліга          | Ігор          | Голів         | Ігор   | Голів  |        |
| ------------------------- | ------------------------- | ------------------------- | --------- | --------- | ------------------ | ------------------ | ------------------ | -------------------- | -------------------- | -------------------- | ------------- | ------------- | ------------- | ------ | ------ | ------ |
| 2002–03                   | «Бристоль Сіті»           | 2Д (ІІІ)                  | 15+1      | 2+0       | КА+КЛ              | 1+0                | 2+0                | -                    | -                    | -                    | ТФЛ           | 1             | 0             | 18     | 4      |        |
| 2003–04                   | «Бристоль Сіті»           | 2Д (ІІІ)                  | 26+1      | 5+0       | КА+КЛ              | 2+1                | 0                  | -                    | -                    | -                    | ТФЛ           | 1             | 0             | 31     | 5      |        |
| 2004–05                   | «Бристоль Сіті»           | 1Л (ІІІ)                  | 44        | 24        | КА+КЛ              | 2+2                | 1+2                | -                    | -                    | -                    | ТФЛ           | 3             | 2             | 51     | 29     |        |
| Усього за «Бристоль Сіті» | Усього за «Бристоль Сіті» | Усього за «Бристоль Сіті» | 85+2      | 31        |                    | 8                  | 5                  |                      | -                    | -                    |               | 5             | 2             | 100    | 38     |        |
| 2005–06                   | «Редінг»                  | ЧФЛ (ІІ)                  | 26        | 11        | КА+КЛ              | 3+3                | 3+1                | -                    | -                    | -                    | -             | -             | -             | 32     | 15     |        |
| 2006–07                   | «Редінг»                  | ПЛ                        | 33        | 7         | КА+КЛ              | 3+2                | 4+3                | -                    | -                    | -                    | -             | -             | -             | 38     | 14     |        |
| 2007-бер. 2008            | «Редінг»                  | ПЛ                        | 11        | 0         | КА+КЛ              | 2+2                | 0+1                | -                    | -                    | -                    | -             | -             | -             | 15     | 1      |        |
| бер.-кві. 2008            | «Чарльтон Атлетик»        | ПЛ                        | 8         | 3         | КА+КЛ              | -                  | -                  | -                    | -                    | -                    | -             | -             | -             | 8      | 3      |        |
| кві.-черв. 2008           | «Редінг»                  | ПЛ                        | 3         | 1         | КА+КЛ              | -                  | -                  | -                    | -                    | -                    | -             | -             | -             | 3      | 1      |        |
| лип.-жовт. 2008           | «Редінг»                  | ЧФЛ (ІІ)                  | 3         | 0         | КА+КЛ              | 0+1                | 0                  | -                    | -                    | -                    | -             | -             | -             | 4      | 0      |        |
| жовт.-груд. 2008          | «Норвіч Сіті»             | ЧФЛ (ІІ)                  | 16        | 7         | КА+КЛ              | 0                  | 0                  | -                    | -                    | -                    | -             | -             | -             | 16     | 7      |        |
| січ.-черв. 2009           | «Редінг»                  | ЧФЛ (ІІ)                  | 7         | 1         | КА+КЛ              | 1+0                | 0                  | -                    | -                    | -                    | -             | -             | -             | 8      | 1      |        |
| Усього за «Редінг»        | Усього за «Редінг»        | Усього за «Редінг»        | 83        | 20        |                    | 17                 | 12                 |                      | -                    | -                    |               | -             | -             | 100    | 32     |        |
| 2009–10                   | «Мідлсбро»                | ЧФЛ (ІІ)                  | 40        | 8         | КА+КЛ              | 0+1                | 0                  | -                    | -                    | -                    | -             | -             | -             | 41     | 8      |        |
| 2010–11                   | «Мідлсбро»                | ЧФЛ (ІІ)                  | 38        | 12        | КА+КЛ              | 1+2                | 0                  | -                    | -                    | -                    | -             | -             | -             | 41     | 12     |        |
| Усього за «Мідлсбро»      | Усього за «Мідлсбро»      | Усього за «Мідлсбро»      | 78        | 20        |                    | 4                  | 0                  |                      | -                    | -                    |               | -             | -             | 82     | 20     |        |
| 2011–12                   | «Свонсі Сіті»             | ПЛ                        | 16        | 2         | КА+КЛ              | 1+1                | 0                  | -                    | -                    | -                    | -             | -             | -             | 18     | 2      |        |
| лип.-вер. 2012            | «Свонсі Сіті»             | ПЛ                        | 0         | 0         | КА+КЛ              | 0                  | 0                  | -                    | -                    | -                    | -             | -             | -             | 0      | 0      |        |
| вер.-лист. 2012           | «Бірмінгем Сіті»          | ЧФЛ (ІІ)                  | 10        | 3         | КА+КЛ              | 0                  | 0                  | -                    | -                    | -                    | -             | -             | -             | 10     | 3      |        |
| лист. 2012-січ. 2013      | «Свонсі Сіті»             | ПЛ                        | 0         | 0         | КА+КЛ              | 0                  | 0                  | -                    | -                    | -                    | -             | -             | -             | 0      | 0      |        |
| січ.-черв. 2013           | «Шеффілд Венсдей»         | ЧФЛ (ІІ)                  | 17        | 7         | КА+КЛ              | 0                  | 0                  | -                    | -                    | -                    | -             | -             | -             | 17     | 7      |        |
| лип.-жовт. 2013           | «Свонсі Сіті»             | ПЛ                        | 0         | 0         | КА+КЛ              | 0                  | 0                  | ЛЄ                   | 0                    | 0                    | -             | -             | -             | 0      | 0      |        |
| жовт.-груд. 2013          | «Брайтон енд Гоув»        | ЧФЛ (ІІ)                  | 5         | 1         | КА+КЛ              | 0                  | 0                  | -                    | -                    | -                    | -             | -             | -             | 5      | 1      |        |
| січ.-черв. 2014           | «Свонсі Сіті»             | ПЛ                        | 2         | 0         | КА+КЛ              | 1+0                | 0                  | ЛЄ                   | 0                    | 0                    | -             | -             | -             | 0      | 0      |        |
| Усього за «Свонсі Сіті»   | Усього за «Свонсі Сіті»   | Усього за «Свонсі Сіті»   | 18        | 2         |                    | 3                  | 0                  |                      | -                    | -                    |               | -             | -             | 21     | 2      |        |
| 2014-бер. 2015            | «Барнслі»                 | 1Л (ІІІ)                  | 19        | 2         | КА+КЛ              | 4+1                | 0                  | -                    | -                    | -                    | ТФЛ           | 0             | 0             | 24     | 2      |        |
| бер.-черв. 2015           | «Ноттс Каунті»            | 1Л (ІІІ)                  | 6         | 0         | КА+КЛ              | -                  | -                  | -                    | -                    | -                    | ТФЛ           | -             | -             | 6      | 0      |        |
| 2015-лют. 2016            | «Ханья»                   | ФЛ (ІІ)                   | 11        | 1         | КГ                 | 4                  | 2                  | -                    | -                    | -                    | -             | -             | -             | 15     | 3      |        |
| бер.-черв. 2016           | «Йовіл Таун»              | 2Л (IV)                   | 8         | 1         | КА+КЛ              | -                  | -                  | -                    | -                    | -                    | -             | -             | -             | 5      | 1      |        |
| 2017                      | «Сісакет»                 | ТЛ                        | 21        | 5         | КТ+КЛ              | 2+0                | -                  | -                    | -                    | -                    | -             | -             | -             | 23     | 5      |        |
| 2018–19                   | «Маргейт»                 | ІЛ                        | 3         | 0         | КА                 | 1                  | 0                  | -                    | -                    | -                    | -             | -             | -             | 4      | 0      |        |
| вер.-лис. 2019            | «Солсбері»                | ПФЛ                       | 3         | 2         | КА                 | 1                  | 0                  | -                    | -                    | -                    | ТФЛ+КПЛ       | 1+1           | 0             | 6      | 2      |        |
| лис. 2019–20              | «Челмсфорд Сіті»          | НЛП                       | 12        | 1         | КА                 | 0                  | 0                  | -                    | -                    | -                    | ТФЛ+КЕ        | 0+2           | 0+1           | 14     | 2      |        |
| 2020–21                   | «Нанітон Боро»            | ПФЛ                       | 8         | 4         | КА                 | 3                  | 1                  | -                    | -                    | -                    | ТФЛ           | 3             | 1             | 14     | 6      |        |
| 2021-січ. 2022            | «Нанітон Боро»            | ПФЛ                       | 13        | 1         | КА                 | 1                  | 0                  | -                    | -                    | -                    | ТФЛ+КПЛ+КБ    | 2+1+2         | 1+0+0         | 19     | 2      |        |
| Усього за «Нанітон Боро»  | Усього за «Нанітон Боро»  | Усього за «Нанітон Боро»  | 21        | 5         |                    | 4                  | 1                  |                      | -                    | -                    |               | 8             | 2             | 33     | 8      |        |
| січ.-бер. 2022            | «Стратфорд Таун»          | ПФЛ                       | 11        | 3         | КА                 | -                  | -                  | -                    | -                    | -                    | ТФЛ+КПЛ+КБ    | -             | -             | 11     | 3      |        |
| бер.-черв. 2022           | «Генсфорд Таун»           | ПФЛ                       | 6         | 6         | КА                 | -                  | -                  | -                    | -                    | -                    | ТФЛ+КПЛ+КБ    | -             | -             | 6      | 6      |        |
| Усього за кар'єру         | Усього за кар'єру         | Усього за кар'єру         | 443       | 120       |                    | 49                 | 20                 |                      | 0                    | 0                    |               | 17            | 5             | 509    | 145    |        |

## Титули і досягнення
- Переможець Чемпіонату Футбольної ліги (1):

«Редінг»: 2005/06